# Lista över kratrar på Mars: M-Z

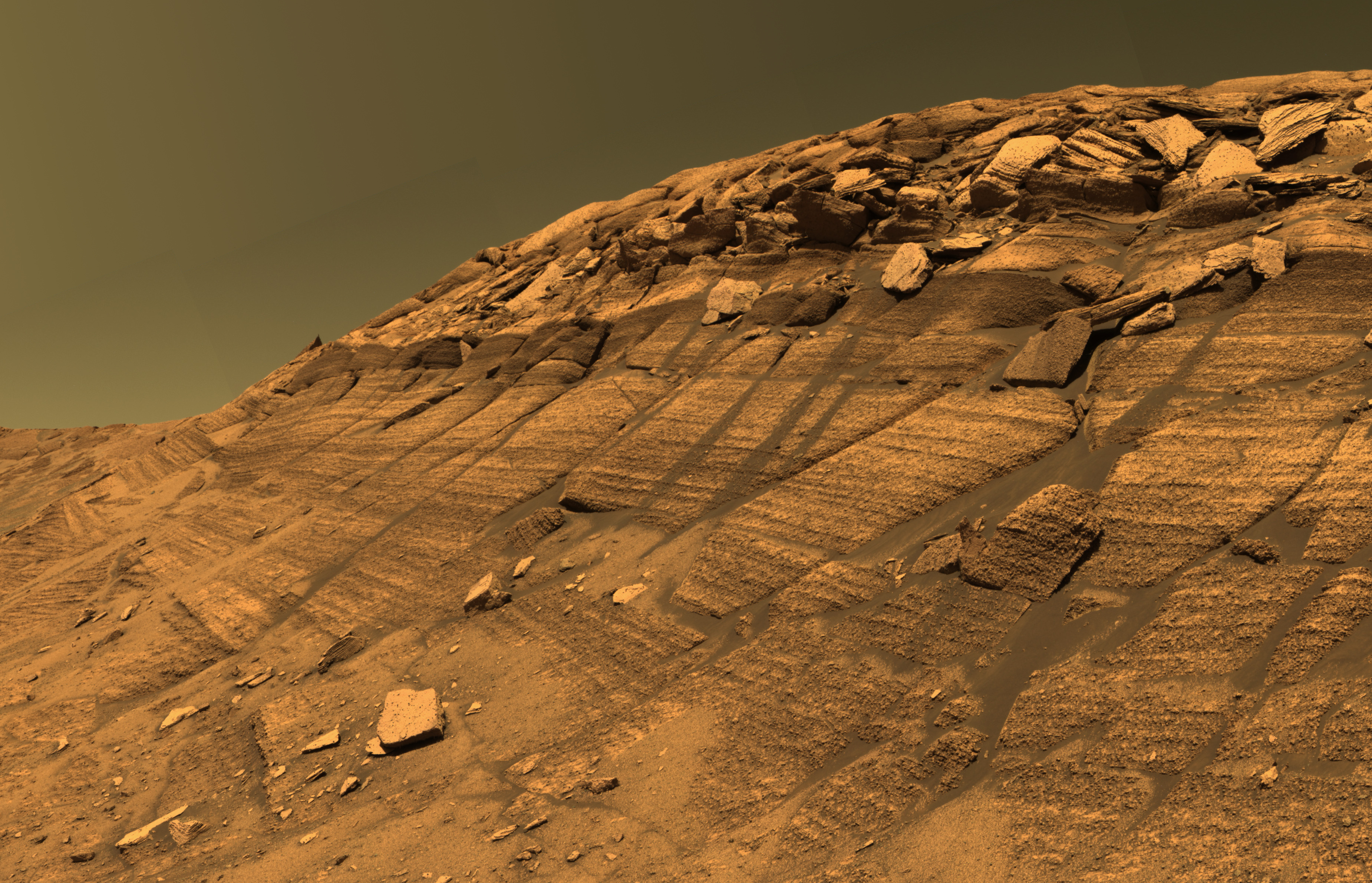
Burns Cliff inuti kratern Endurance, foto av rovern Opportunity från 2004

Det finns hundratusentals nedslagskratrar på planeten Mars större än 1 km, men endast ett tusental av dem har namn. Detta är en lista med martianska kratrar med namn som börjar på bokstäverna M-Z (se även A-L). Kratrar med en diameter på över 60 km ges namn efter kända forskare och science fictionförfattare, medan de med en diameter under 60 km ges namn efter städer på jorden.

## M
| Krater     | Koordinater                         | Diameter (km) | Datum för godkännande | Namngiven efter                                |
| ---------- | ----------------------------------- | ------------- | --------------------- | ---------------------------------------------- |
| Mädler     | 10°48′S 357°18′V / 10.8°S 357.3°V   | 125.0         | 1973                  | Johann Heinrich Mädler                         |
| Madrid     | 48°48′N 224°36′V / 48.8°N 224.6°V   | 3.5           | 1979                  | Madrid, Spanien                                |
| Mafra      | 44°24′S 53°12′V / 44.4°S 53.2°V     | 13.0          | 1976                  | Mafra (Santa Catarina), Brasilien              |
| Magadi     | 34°54′S 46°12′V / 34.9°S 46.2°V     | 53.0          | 1979                  | Magadi, Kenya                                  |
| Magelhaens | 32°42′S 174°48′V / 32.7°S 174.8°V   | 105.0         | 1976                  | Ferdinand Magellan                             |
| Maggini    | 28°00′N 350°36′V / 28.0°N 350.6°V   | 143.0         | 1973                  | Mentore Maggini                                |
| Mago       | 16°06′N 254°42′V / 16.1°N 254.7°V   | 2.8           | 1988                  | Mago, Ryssland                                 |
| Maidstone  | 41°54′S 54°18′V / 41.9°S 54.3°V     | 10.0          | 1976                  | Maidstone, England, Storbritannien             |
| Main       | 76°36′S 310°54′V / 76.6°S 310.9°V   | 109.0         | 1973                  | Pastor Robert Main                             |
| Makhambet  | 28°25′N 40°33′V / 28.42°N 40.55°V   | 16.0          | 2006                  | Machambet, Kazakstan                           |
| Manah      | 4°42′S 33°42′V / 4.7°S 33.7°V       | 11.2          | 1976                  | Manah, Oman                                    |
| Mandora    | 12°18′N 53°42′V / 12.3°N 53.7°V     | 59.4          | 1988                  | Mandora, Australia                             |
| Manti      | 3°36′S 37°42′V / 3.6°S 37.7°V       | 16.2          | 1976                  | Manti, Utah, USA                               |
| Manzi      | 22°24′S 27°30′V / 22.4°S 27.5°V     | 7.2           | 1976                  | Manzi, Burma                                   |
| Maraldi    | 62°12′S 32°00′V / 62.2°S 32.0°V     | 124.0         | 1973                  | Giacomo F. Maraldi                             |
| Marbach    | 17°48′N 249°00′V / 17.8°N 249.0°V   | 25.8          | 1976                  | Marbach, Schweiz                               |
| Marca      | 10°06′S 158°18′V / 10.1°S 158.3°V   | 81.0          | 1985                  | Marca, Peru                                    |
| Mari       | 52°24′S 45°54′V / 52.4°S 45.9°V     | 41.6          | 1991                  | Mari, Syrien                                   |
| Maricourt  | 53°19′N 71°18′V / 53.32°N 71.3°V    | 9.9           | 2007                  | Maricourt, Québec                              |
| Mariner    | 35°06′S 164°30′V / 35.1°S 164.5°V   | 170.0         | 1967                  | Mariner 4                                      |
| Marth      | 13°00′N 3°30′V / 13.0°N 3.5°V       | 98.4          | 1973                  | Albert Marth                                   |
| Martin     | 21°25′S 69°20′V / 21.41°S 69.33°V   | 61.4          | 2006                  | James Martin                                   |
| Martz      | 35°18′S 215°54′V / 35.3°S 215.9°V   | 97.0          | 1973                  | Edwin P. Martz                                 |
| Masursky   | 12°06′N 32°24′V / 12.1°N 32.4°V     | 117.9         | 1997                  | Harold Masursky                                |
| Matara     | 49°37′S 325°29′V / 49.62°S 325.48°V | 49.4          | 2009                  | Matara, Sri Lanka                              |
| Maunder    | 50°00′S 358°30′V / 50.0°S 358.5°V   | 107.5         | 1973                  | Edward Maunder                                 |
| Mazamba    | 27°34′S 69°45′V / 27.56°S 69.75°V   | 53.5          | 2006                  | Mazamba, Moçambique                            |
| McLaughlin | 22°06′N 22°30′V / 22.1°N 22.5°V     | 96.2          | 1973                  | Dean B. McLaughlin                             |
| McMurdo    | 84°24′S 359°06′V / 84.4°S 359.1°V   | 30.3          | 2000                  | McMurdo Station, Antarktis                     |
| Medrissa   | 18°48′N 56°42′V / 18.8°N 56.7°V     | 21.2          | 1988                  | Medrissa, Algeriet                             |
| Mega       | 1°30′S 37°00′V / 1.5°S 37.0°V       | 18.0          | 1976                  | Mega, Etiopien                                 |
| Meget      | 19°06′N 252°48′V / 19.1°N 252.8°V   | 4.6           | 1988                  | Meget, Ryssland                                |
| Mellish    | 72°48′S 24°00′V / 72.8°S 24.0°V     | 101.7         | 1994                  | John E. Mellish                                |
| Mellit     | 7°07′N 1°48′V / 7.11°N 1.8°V        | 23.7          | 2008                  | Mellit, Sudan                                  |
| Mena       | 32°24′S 18°48′V / 32.4°S 18.8°V     | 32.5          | 1979                  | Juan de Mena                                   |
| Mendel     | 59°06′S 199°00′V / 59.1°S 199.0°V   | 78.6          | 1973                  | Gregor Mendel                                  |
| Mendota    | 36°06′N 221°42′V / 36.1°N 221.7°V   | 8.9           | 1991                  | Mendota, Illinois, USA                         |
| Mie        | 48°30′N 220°24′V / 48.5°N 220.4°V   | 104.0         | 1973                  | Gustav Mie                                     |
| Mila       | 27°24′S 20°48′V / 27.4°S 20.8°V     | 10.6          | 1976                  | Mila, Algeriet                                 |
| Milankovic | 54°42′N 146°42′V / 54.7°N 146.7°V   | 118.4         | 1973                  | Milutin Milankovitch                           |
| Milford    | 52°48′S 41°30′V / 52.8°S 41.5°V     | 27.3          | 1991                  | Milford, Utah, USA                             |
| Millman    | 54°18′S 149°48′V / 54.3°S 149.8°V   | 75.0          | 1994                  | Peter Millman                                  |
| Millochau  | 21°24′S 275°00′V / 21.4°S 275.0°V   | 115.0         | 1973                  | Gaston Millochau                               |
| Milna      | 23°28′S 12°19′V / 23.46°S 12.31°V   | 27            | 2010                  | Milna, Kroatien                                |
| Mirtos     | 22°18′N 51°48′V / 22.3°N 51.8°V     | 5.8           | 1988                  | Mirtos, Kreta, Grekland                        |
| Mistretta  | 24°54′S 109°12′V / 24.9°S 109.2°V   | 14.8          | 1991                  | Mistretta, Sicilien, Italien                   |
| Mitchel    | 67°42′S 283°54′V / 67.7°S 283.9°V   | 138.4         | 1973                  | Ormsby M. Mitchel                              |
| Miyamoto   | 2°53′S 7°00′V / 2.88°S 7.0°V        | 160.0         | 2007                  | Shotaro Miyamoto                               |
| Mliba      | 39°54′S 272°06′V / 39.9°S 272.1°V   | 13.5          | 1991                  | Mliba, Swaziland                               |
| Mohawk     | 43°12′N 5°24′V / 43.2°N 5.4°V       | 17.5          | 1976                  | Mohawk, Montgomery, New York, USA              |
| Mojave     | 7°30′N 33°06′V / 7.5°N 33.1°V       | 58.5          | 2006                  | Mojave, Kalifornien, USA                       |
| Molesworth | 27°42′S 210°54′V / 27.7°S 210.9°V   | 181.0         | 1973                  | Percy B. Molesworth                            |
| Montevallo | 15°24′N 54°24′V / 15.4°N 54.4°V     | 51.9          | 1988                  | Montevallo, Alabama, USA                       |
| Morella    | 9°42′S 51°30′V / 9.7°S 51.5°V       | 78.9          | 2006                  | Morella, Castellon, Spanien                    |
| Moreux     | 42°06′N 315°36′V / 42.1°N 315.6°V   | 138.0         | 1973                  | Theophile Moreux                               |
| Moroz      | 23°42′S 20°34′V / 23.7°S 20.56°V    | 123.0         | 2007-08-20            | Vasilij Moroz; rysk vetenskapsman (1931–2004). |
| Moss       | 19°30′N 250°36′V / 19.5°N 250.6°V   | 9.1           | 1976                  | Moss, Norge                                    |
| Müller     | 26°00′S 232°18′V / 26.0°S 232.3°V   | 129.0         | 1973                  | Hermann J. Müller och Carl H. Müller           |
| Murgoo     | 23°54′S 22°30′V / 23.9°S 22.5°V     | 24.5          | 1976                  | Murgoo, Australien                             |
| Mut        | 22°36′N 35°48′V / 22.6°N 35.8°V     | 6.6           | 1976                  | Mut, Sudan                                     |
| Mutch      | 0°36′N 55°18′V / 0.6°N 55.3°V       | 211.0         | 1985                  | Thomas A. Mutch                                |

## N
| Krater       | Koordinater                         | Diameter (km) | Datum för godkännande | Namngiven efter                          |
| ------------ | ----------------------------------- | ------------- | --------------------- | ---------------------------------------- |
| Naar         | 23°06′N 42°12′V / 23.1°N 42.2°V     | 11.4          | 1976                  | Naar, Egypten                            |
| Naic         | 24°42′N 252°36′V / 24.7°N 252.6°V   | 8.3           | 1976                  | Naic, Filippinerna                       |
| Nain         | 41°48′N 233°12′V / 41.8°N 233.2°V   | 6.8           | 1979                  | Nain, Kanada                             |
| Naju         | 45°18′N 237°12′V / 45.3°N 237.2°V   | 8.1           | 1979                  | Naju, Sydkorea                           |
| Nakusp       | 24°43′N 35°31′V / 24.72°N 35.52°V   | 7.5           | 2006                  | Nakusp, British Columbia, Kanada         |
| Nan          | 26°54′S 20°00′V / 26.9°S 20.0°V     | 1.9           | 1976                  | Nan, Thailand                            |
| Nansen       | 50°18′S 140°36′V / 50.3°S 140.6°V   | 81.0          | 1967                  | Fridtjof Nansen                          |
| Nardo        | 27°48′S 32°54′V / 27.8°S 32.9°V     | 26.6          | 1976                  | Nardò, Italien                           |
| Naruko       | 36°15′S 161°49′V / 36.25°S 161.81°V | 4.4           |                       | Naruko, Miyagi                           |
| Naryn        | 14°53′N 236°47′V / 14.89°N 236.79°V | 3.7           | 2008                  | Naryn, Kirgizistan                       |
| Naukan       | 21°30′N 30°42′V / 21.5°N 30.7°V     | 8.4           | 1976                  | Naukan, Ryssland                         |
| Navan        | 26°06′S 23°36′V / 26.1°S 23.6°V     | 26.5          | 1976                  | Navan, Irland                            |
| Nazca        | 31°54′S 266°24′V / 31.9°S 266.4°V   | 15.5          | 1991                  | Nazca, Peru                              |
| Negele       | 36°06′S 264°06′V / 36.1°S 264.1°V   | 37.8          | 1991                  | Negele, Etiopien                         |
| Neive        | 23°24′N 253°00′V / 23.4°N 253.0°V   | 2.9           | 1988                  | Neive, Italien                           |
| Nema         | 20°54′N 52°12′V / 20.9°N 52.2°V     | 15.8          | 1976                  | Nema, Ryssland                           |
| Nepa         | 25°12′S 19°42′V / 25.2°S 19.7°V     | 15.5          | 1976                  | Nepa, Ryssland                           |
| Nereus       | 2°06′S 5°30′V / 02.1°S 05.5°V       | ~0.01         |                       | Nereus, en Grekisk gud                   |
| Never        | 23°42′N 254°18′V / 23.7°N 254.3°V   | 2.9           | 1988                  | Never, Ryssland                          |
| New Bern     | 21°48′N 49°12′V / 21.8°N 49.2°V     | 0.9           | 1979                  | New Bern, North Carolina, USA            |
| New Haven    | 22°18′N 49°18′V / 22.3°N 49.3°V     | 1.0           | 1979                  | New Haven, Connecticut, USA              |
| New Plymouth | 15°54′S 184°12′V / 15.9°S 184.2°V   | 33.3          | 2003                  | New Plymouth, Idaho, USA                 |
| Newcomb      | 24°24′S 359°00′V / 24.4°S 359.0°V   | 252.0         | 1973                  | Simon Newcomb                            |
| Newport      | 22°30′N 49°00′V / 22.5°N 49.0°V     | 1.8           | 1979                  | Newport, Rhode Island, USA               |
| Newton       | 40°48′S 158°06′V / 40.8°S 158.1°V   | 298.0         | 1973                  | Isaac Newton                             |
| Nhill        | 29°00′S 103°24′V / 29.0°S 103.4°V   | 22.0          | 1991                  | Nhill, Victoria, Australien              |
| Nicholson    | 0°12′N 164°36′V / 0.2°N 164.6°V     | 102.5         | 1973                  | Seth Barnes Nicholson                    |
| Nier         | 43°06′N 254°00′V / 43.1°N 254.0°V   | 47.0          | 1997                  | Alfred O. C. Nier                        |
| Niesten      | 28°18′S 302°18′V / 28.3°S 302.3°V   | 115.0         | 1973                  | Louis Niesten                            |
| Nif          | 20°06′N 56°18′V / 20.1°N 56.3°V     | 8.7           | 1976                  | Nif, Yap, Mikronesiska federationen      |
| Nipigon      | 34°00′N 81°54′V / 34.0°N 81.9°V     | 9.3           | 1991                  | Nipigon, Ontario, Kanada                 |
| Niquero      | 38°48′S 166°05′V / 38.8°S 166.09°V  | 10.78         | 2008                  | Niquero, Kuba                            |
| Nitro        | 21°30′S 24°00′V / 21.5°S 24.0°V     | 28.7          | 1976                  | Nitro, West Virginia, USA                |
| Njesko       | 35°30′S 275°00′V / 35.5°S 275.0°V   | 28.0          | 1991                  | Njesko, Slovakien                        |
| Noma         | 25°42′S 24°24′V / 25.7°S 24.4°V     | 42.1          | 1976                  | Noma, Namibia                            |
| Noord        | 19°29′S 11°16′V / 19.49°S 11.26°V   | 7.8           | 2011                  | Noord, Aruba                             |
| Nordenskiöld | 52°42′S 158°54′V / 52.7°S 158.9°V   | 89.0          | 1982                  | Adolf Erik Nordenskiöld                  |
| Northport    | 18°42′N 54°36′V / 18.7°N 54.6°V     | 19.5          | 1988                  | Northport, Alabama, USA                  |
| Novara       | 25°06′S 10°42′V / 25.1°S 10.7°V     | 86.9          | 1997                  | Novara, Italien                          |
| Nune         | 17°42′N 38°48′V / 17.7°N 38.8°V     | 8.6           | 1976                  | Nune, Moçambique                         |
| Nutak        | 17°36′N 30°18′V / 17.6°N 30.3°V     | 11.2          | 1976                  | Nutak, Newfoundland and Labrador, Kanada |

## O
| Krater       | Koordinater                       | Diameter (km) | Datum för godkännande | Namngiven efter                |
| ------------ | --------------------------------- | ------------- | --------------------- | ------------------------------ |
| Ocampo       | 33°00′N 221°48′V / 33.0°N 221.8°V | 7.1           | 1991                  | Ocampo, Mexiko                 |
| Ochakov      | 42°30′S 31°54′V / 42.5°S 31.9°V   | 33.3          | 1976                  | Ochakov, Ukraina               |
| Oglala       | 3°12′S 38°12′V / 3.2°S 38.2°V     | 18.2          | 1976                  | Oglala, South Dakota, USA      |
| Ohara        | 4°56′N 277°35′V / 4.93°N 277.59°V | 10.8          | 2006                  | Ohara, Japan                   |
| Okhotsk      | 23°12′N 47°24′V / 23.2°N 47.4°V   | 1.2           | 1979                  | Ochotsk, Ryssland              |
| Okotoks      | 21°12′S 275°42′V / 21.2°S 275.7°V | 22.6          | 2006                  | Okotoks, Alberta, Kanada.      |
| Olenek       | 20°06′N 54°18′V / 20.1°N 54.3°V   | 3.0           | 1988                  | Olenek, Ryssland               |
| Olom         | 23°12′N 57°48′V / 23.2°N 57.8°V   | 6.0           | 1988                  | Olom, Ryssland                 |
| Ome          | 20°48′N 256°00′V / 20.8°N 256.0°V | 2.9           | 1988                  | Ōme, Tokyo, Japan              |
| Omura        | 25°36′S 25°18′V / 25.6°S 25.3°V   | 8.4           | 1976                  | Ōmura, Nagasaki, Japan         |
| Onon         | 16°18′N 257°36′V / 16.3°N 257.6°V | 3.5           | 1988                  | Onon, Mongoliet                |
| Oodnadatta   | 52°48′S 34°12′V / 52.8°S 34.2°V   | 27.0          | 1991                  | Oodnadatta, Australien         |
| Oraibi       | 17°24′N 32°24′V / 17.4°N 32.4°V   | 33.0          | 1976                  | Oraibi, Arizona, USA           |
| Ore          | 17°00′N 34°00′V / 17.0°N 34.0°V   | 7.0           | 1976                  | Ore, Nigeria                   |
| Orinda       | 45°42′N 233°06′V / 45.7°N 233.1°V | 9.8           | 1979                  | Orinda, USA                    |
| Orson Welles | 0°12′S 45°54′V / 0.2°S 45.9°V     | 124.5         | 2003                  | Orson Welles                   |
| Ostrov       | 26°48′S 28°12′V / 26.8°S 28.2°V   | 73.0          | 1976                  | Ostrov, Ryssland               |
| Ottumwa      | 24°48′N 55°48′V / 24.8°N 55.8°V   | 53.2          | 1976                  | Ottumwa, Iowa, USA             |
| Oudemans     | 10°00′S 91°54′V / 10.0°S 91.9°V   | 124.0         | 1973                  | Jean Abraham Chrétien Oudemans |
| Oyama        | 23°40′N 20°10′V / 23.66°N 20.17°V | 106.8         | 2010                  | Vance Oyama                    |

## P
| Krater         | Koordinater                         | Diameter (km) | Datum för godkännande | Namngiven efter                                      |
| -------------- | ----------------------------------- | ------------- | --------------------- | ---------------------------------------------------- |
| Pabo           | 27°12′S 23°06′V / 27.2°S 23.1°V     | 8.9           | 1976                  | Pabo, Uganda                                         |
| Paks           | 7°42′S 42°06′V / 7.7°S 42.1°V       | 6.8           | 1976                  | Paks, Ungern                                         |
| Pál            | 31°19′S 251°24′V / 31.31°S 251.4°V  | 79.0          | 2010                  | George Pal                                           |
| Palana         | 21°18′N 258°00′V / 21.3°N 258.0°V   | 5.1           | 1988                  | Palana, Kamchatka, Ryssland                          |
| Palos          | 2°42′S 249°12′V / 2.7°S 249.2°V     | 55.1          | 2000                  | Palos, Spanien                                       |
| Pangboche      | 17°13′N 133°37′V / 17.22°N 133.62°V | 10.4          | 2006                  | Pangboche, Nepal                                     |
| Paros          | 22°12′N 98°12′V / 22.2°N 98.2°V     | 34.1          | 1988                  | Paros, Grekland                                      |
| Pasteur        | 19°24′N 335°30′V / 19.4°N 335.5°V   | 113.0         | 1973                  | Louis Pasteur                                        |
| Pau            | 55°25′S 300°45′V / 55.42°S 300.75°V | 44.8          | 2006                  | Pau, Frankrike                                       |
| Pebas          | 2°34′S 0°58′V / 2.57°S 0.96°V       | 5.2           | 2006                  | Pebas, Peru                                          |
| Peixe          | 20°30′N 47°42′V / 20.5°N 47.7°V     | 10.3          | 1976                  | Peixe, Brasilien                                     |
| Penticton      | 38°21′S 263°21′V / 38.35°S 263.35°V | 8.0           | 2008                  | Penticton, Kanada                                    |
| Perepelkin     | 52°48′N 64°36′V / 52.8°N 64.6°V     | 112.0         | 1973                  | Evgenii J. Perepelkin                                |
| Peridier       | 25°42′N 276°12′V / 25.7°N 276.2°V   | 100.0         | 1973                  | Julien Peridier                                      |
| Perrotin       | 2°54′S 78°00′V / 2.9°S 78.0°V       | 84.0          | 1988                  | Henri Perrotin                                       |
| Persbo         | 8°32′N 203°14′V / 8.54°N 203.24°V   | 19.5          | 2006                  | Persbo, Sverige                                      |
| Peta           | 21°30′S 9°12′V / 21.5°S 9.2°V       | 80.5          | 1997                  | Peta                                                 |
| Pettit         | 12°18′N 174°00′V / 12.3°N 174.0°V   | 98.1          | 1973                  | Edison Pettit                                        |
| Phedra         | 13°49′N 236°13′V / 13.82°N 236.22°V | 21.3          | 2008                  | Phedra, Surinam                                      |
| Philadelphia   | 22°00′N 48°06′V / 22.0°N 48.1°V     | 1.6           | 1979                  | Philadelphia, USA                                    |
| Phillips       | 66°42′S 45°06′V / 66.7°S 45.1°V     | 190.2         | 1973                  | John Phillips och Theodore E. Phillips               |
| Phon           | 15°42′N 257°18′V / 15.7°N 257.3°V   | 9.7           | 1976                  | Phon, Thailand                                       |
| Pica           | 20°00′N 53°18′V / 20.0°N 53.3°V     | 2.2           | 1988                  | Pica, Chile                                          |
| Pickering      | 33°54′S 132°48′V / 33.9°S 132.8°V   | 115.0         | 1973                  | Edward Charles Pickering och William Henry Pickering |
| Pina           | 18°36′N 248°18′V / 18.6°N 248.3°V   | 5.1           | 1988                  | Pina, Panama                                         |
| Pinglo         | 3°00′S 36°54′V / 3.0°S 36.9°V       | 17.4          | 1976                  | Pinglo, Ningxia, Kina                                |
| Piyi           | 23°06′S 253°30′V / 23.1°S 253.5°V   | 11.4          | 1991                  | Piyi, Cypern                                         |
| Platte         | 16°12′N 246°54′V / 16.2°N 246.9°V   | 3.3           | 1988                  | Platte, USA                                          |
| Playfair       | 78°06′S 126°12′V / 78.1°S 126.2°V   | 64.2          | 1973                  | John Playfair                                        |
| Plum           | 26°18′S 19°06′V / 26.3°S 19.1°V     | 2.5           | 1976                  | Plum, USA                                            |
| Podor          | 44°30′S 43°12′V / 44.5°S 43.2°V     | 24.0          | 1976                  | Podor, Senegal                                       |
| Pollack        | 7°54′S 334°48′V / 7.9°S 334.8°V     | 96.0          | 1997                  | James B. Pollack                                     |
| Polotsk        | 20°06′S 26°24′V / 20.1°S 26.4°V     | 31.5          | 1976                  | Polotsk, Belarus                                     |
| Pompeii        | 19°06′N 59°12′V / 19.1°N 59.2°V     | 32.4          | 1988                  | Pompeji, Italien                                     |
| Poona          | 24°00′N 52°24′V / 24.0°N 52.4°V     | 20.0          | 1986                  | Pune, Indien                                         |
| Port-Au-Prince | 21°18′N 48°18′V / 21.3°N 48.3°V     | 0.5           | 1979                  | Port-au-Prince, Haiti                                |
| Porter         | 50°48′S 113°54′V / 50.8°S 113.9°V   | 105.0         | 1973                  | Russell W. Porter                                    |
| Porth          | 21°24′N 255°54′V / 21.4°N 255.9°V   | 9.3           | 1976                  | Porth, Wales                                         |
| Portsmouth     | 22°48′N 49°12′V / 22.8°N 49.2°V     | 0.9           | 1979                  | Portsmouth, New Hampshire, USA                       |
| Porvoo         | 43°36′S 40°54′V / 43.6°S 40.9°V     | 9.8           | 1976                  | Borgå, Finland                                       |
| Poti           | 36°36′S 273°30′V / 36.6°S 273.5°V   | 31.0          | 1991                  | Poti, Georgien                                       |
| Poynting       | 8°24′N 112°54′V / 8.4°N 112.9°V     | 74.0          | 1988                  | John Henry Poynting                                  |
| Priestley      | 54°24′S 229°24′V / 54.4°S 229.4°V   | 41.9          | 1973                  | Joseph Priestley                                     |
| Princeton      | 21°54′N 49°12′V / 21.9°N 49.2°V     | 1.8           | 1979                  | Princeton, New Jersey, USA                           |
| Proctor        | 48°00′S 330°30′V / 48.0°S 330.5°V   | 168.2         | 1973                  | Richard Anthony Proctor                              |
| Ptolemaeus     | 46°12′S 157°36′V / 46.2°S 157.6°V   | 185.0         | 1973                  | Klaudios Ptolemaios                                  |
| Pulawy         | 36°48′S 76°42′V / 36.8°S 76.7°V     | 51.5          | 1979                  | Puławy, Polen                                        |
| Púnsk          | 20°48′N 41°12′V / 20.8°N 41.2°V     | 11.6          | 1976                  | Puńsk, Polen                                         |
| Pursat         | 37°21′S 229°20′V / 37.35°S 229.34°V | 18.3          | 2009                  | Pursat, Kambodja                                     |
| Puyo           | 83°47′N 222°19′V / 83.79°N 222.31°V | 10.4          | 2006                  | Puyo, Ecuador                                        |
| Pylos          | 17°00′N 30°12′V / 17.0°N 30.2°V     | 19.1          | 1976                  | Pylos, Grekland                                      |

## Q
| Krater    | Koordinater                       | Diameter (km) | Datum för godkännande | Namngiven efter        |
| --------- | --------------------------------- | ------------- | --------------------- | ---------------------- |
| Qiba      | 17°18′N 257°00′V / 17.3°N 257.0°V | 3.9           | 1988                  | Quiba, Saudi Arabien   |
| Quenisset | 34°36′N 319°24′V / 34.6°N 319.4°V | 138.0         | 1973                  | Ferdinand J. Quenisset |
| Quick     | 18°24′N 49°18′V / 18.4°N 49.3°V   | 13.4          | 1976                  | Quick, Kanada          |
| Quines    | 42°12′S 270°54′V / 42.2°S 270.9°V | 10.9          | 1991                  | Quines, Argentina      |
| Quorn     | 5°36′S 33°42′V / 5.6°S 33.7°V     | 5.9           | 1976                  | Quorn, Australien      |

## R
| Krater      | Koordinater                         | Diameter (km) | Datum för godkännande | Namngiven efter                          |
| ----------- | ----------------------------------- | ------------- | --------------------- | ---------------------------------------- |
| Rabe        | 43°54′S 325°06′V / 43.9°S 325.1°V   | 108.0         | 1973                  | Wilhelm F. Rabe                          |
| Radau       | 17°06′N 4°48′V / 17.1°N 4.8°V       | 114.5         | 1973                  | Rodolphe Radau                           |
| Rahe        | 25°18′N 97°36′V / 25.3°N 97.6°V     | 34.1          | 2000                  | Jurgen Rahe                              |
| Rakke       | 4°36′S 43°24′V / 4.6°S 43.4°V       | 19.2          | 1976                  | Rakke Parish, Estland                    |
| Rana        | 25°54′S 21°54′V / 25.9°S 21.9°V     | 12.2          | 1976                  | Rana, Norge                              |
| Raub        | 42°42′N 225°00′V / 42.7°N 225.0°V   | 7.1           | 1979                  | Raub, Malaysia                           |
| Rauch       | 21°48′N 58°12′V / 21.8°N 58.2°V     | 34.1          | 1976                  | Rauch, Argentina                         |
| Rayadurg    | 18°36′S 257°42′V / 18.6°S 257.7°V   | 21.8          | 1991                  | Rayadurg, Indien                         |
| Rayleigh    | 75°36′S 240°54′V / 75.6°S 240.9°V   | 148.7         | 1973                  | Lord Rayleigh                            |
| Redi        | 60°36′S 267°18′V / 60.6°S 267.3°V   | 62.0          | 1973                  | Francesco Redi                           |
| Renaudot    | 42°24′N 297°24′V / 42.4°N 297.4°V   | 64.0          | 1973                  | Gabrielle Renaudot Flammarion            |
| Rengo       | 43°48′S 43°42′V / 43.8°S 43.7°V     | 13.0          | 1976                  | Rengo, Chile                             |
| Resen       | 28°13′S 251°08′V / 28.22°S 251.13°V | 7.4           | 2011                  | Resen, Nordmakedonien                    |
| Reuyl       | 9°48′S 193°12′V / 9.8°S 193.2°V     | 85.9          | 1973                  | Dirk Reuyl                               |
| Revda       | 24°30′S 28°30′V / 24.5°S 28.5°V     | 27.0          | 1976                  | Revda, Ryssland                          |
| Reykholt    | 40°48′N 86°18′V / 40.8°N 86.3°V     | 53.2          | 1991                  | Reykholt, Island                         |
| Reynolds    | 75°06′S 157°54′V / 75.1°S 157.9°V   | 97.5          | 1973                  | Osborne Reynolds                         |
| Ribe        | 16°36′N 29°12′V / 16.6°N 29.2°V     | 11.0          | 1976                  | Ribe, Danmark                            |
| Richardson  | 72°36′S 180°24′V / 72.6°S 180.4°V   | 95.9          | 1973                  | Lewis Fry Richardson                     |
| Rimac       | 45°18′N 224°00′V / 45.3°N 224.0°V   | 7.6           | 1979                  | Rímac, Peru                              |
| Rincon      | 8°06′S 43°06′V / 8.1°S 43.1°V       | 13.6          | 1976                  | Rincon, Bonaire, Nederländska Antillerna |
| Ritchey     | 28°48′S 51°00′V / 28.8°S 51.0°V     | 79.0          | 1973                  | George Willis Ritchey                    |
| Roddenberry | 49°48′S 4°36′V / 49.8°S 4.6°V       | 141.0         | 1994                  | Gene Roddenberry                         |
| Romny       | 25°36′S 18°12′V / 25.6°S 18.2°V     | 5.3           | 1976                  | Romny, Ukraina                           |
| Rong        | 22°42′N 45°24′V / 22.7°N 45.4°V     | 8.8           | 1988                  | Rong, Tibet                              |
| Rongxar     | 26°36′N 55°30′V / 26.6°N 55.5°V     | 22.0          | 1987                  | Rongxar, Tibet                           |
| Roseau      | 41°41′S 209°35′V / 41.68°S 209.58°V | 6.3           | 2009                  | Roseau, Dominica                         |
| Ross        | 57°48′S 108°00′V / 57.8°S 108.0°V   | 85.0          | 1973                  | Frank E. Ross                            |
| Rossby      | 47°54′S 192°12′V / 47.9°S 192.2°V   | 82.5          | 1973                  | Carl G. Rossby                           |
| Ruby        | 25°30′S 17°06′V / 25.5°S 17.1°V     | 27.3          | 1976                  | Ruby, South Carolina, USA                |
| Rudaux      | 38°18′N 309°06′V / 38.3°N 309.1°V   | 107.0         | 1973                  | Lucien Rudaux                            |
| Runanga     | 26°38′S 284°08′V / 26.63°S 284.14°V | 40.4          | 2006                  | Runanga, Nya Zeeland                     |
| Russell     | 54°54′S 347°36′V / 54.9°S 347.6°V   | 139.7         | 1973                  | Henry Norris Russell                     |
| Rutherford  | 19°12′N 10°42′V / 19.2°N 10.7°V     | 110.5         | 1973                  | Ernest Rutherford                        |
| Ruza        | 34°18′S 52°48′V / 34.3°S 52.8°V     | 22.0          | 1979                  | Ruza, Ryssland                           |
| Rynok       | 44°30′N 238°18′V / 44.5°N 238.3°V   | 9.0           | 1979                  | Rynok, Ryssland                          |
| Rypin       | 1°18′S 41°00′V / 1.3°S 41.0°V       | 18.4          | 1976                  | Rypin, Polen                             |

## S
| Krater       | Koordinater                         | Diameter (km) | Datum för godkännande | Namngiven efter                          |
| ------------ | ----------------------------------- | ------------- | --------------------- | ---------------------------------------- |
| Sabo         | 25°24′N 49°00′V / 25.4°N 49.0°V     | 4.2           | 1988                  | Sabo, Ryssland                           |
| Sagan        | 10°48′N 30°42′V / 10.8°N 30.7°V     | 98.1          | 2000                  | Carl Sagan                               |
| Saheki       | 21°45′S 286°58′V / 21.75°S 286.97°V | 85.0          | 2006                  | Tsuneo                                   |
| Salaga       | 47°30′S 51°06′V / 47.5°S 51.1°V     | 27.1          | 1976                  | Salaga, Ghana                            |
| San Juan     | 23°06′N 48°12′V / 23.1°N 48.2°V     | 0.3           | 1979                  | San Juan, Puerto Rico                    |
| Sandila      | 25°48′S 30°24′V / 25.8°S 30.4°V     | 13.9          | 1976                  | Sandila, Indien                          |
| Sangar       | 27°48′S 24°24′V / 27.8°S 24.4°V     | 30.9          | 1976                  | Sangar, Ryssland                         |
| Santa Cruz   | 21°30′N 47°18′V / 21.5°N 47.3°V     | 0.9           | 1979                  | Santa Cruz de Tenerife, Kanarieöarna     |
| Santa Fe     | 19°30′N 48°00′V / 19.5°N 48.0°V     | 20.5          | 1976                  | Santa Fe, New Mexico, USA                |
| Santaca      | 41°24′S 272°42′V / 41.4°S 272.7°V   | 16.0          | 1991                  | Santaca, Moçambique                      |
| Saravan      | 16°58′S 54°00′V / 16.96°S 54.0°V    | 47.8          | 2009                  | Salavan, Laos                            |
| Sarh         | 65°06′S 14°34′V / 65.1°S 14.57°V    | 54.0          | 2009                  | Sarh, Tchad                              |
| Sarn         | 77°30′S 54°42′V / 77.5°S 54.7°V     | 11.9          | 1991                  | Sarn, Wales, Storbritannien              |
| Sarno        | 44°42′S 54°12′V / 44.7°S 54.2°V     | 23.2          | 1976                  | Sarno, Italien                           |
| Satka        | 43°00′S 37°00′V / 43.0°S 37.0°V     | 18.7          | 1976                  | Satka, Ryssland                          |
| Sauk         | 45°00′S 32°36′V / 45.0°S 32.6°V     | 3.1           | 1976                  | Sauk County, Wisconsin, USA              |
| Savannah     | 22°12′N 47°54′V / 22.2°N 47.9°V     | 0.7           | 1979                  | Savannah, USA                            |
| Savich       | 27°48′S 264°00′V / 27.8°S 264.0°V   | 188.3         | 1991                  | A. M. Savich                             |
| Say          | 28°24′S 29°42′V / 28.4°S 29.7°V     | 13.3          | 1976                  | Say, Niger                               |
| Schaeberle   | 24°42′S 309°54′V / 24.7°S 309.9°V   | 160.0         | 1973                  | John Martin Schaeberle                   |
| Schiaparelli | 2°42′S 343°18′V / 2.7°S 343.3°V     | 471.0         | 1973                  | Giovanni Schiaparelli                    |
| Schmidt      | 72°18′S 78°06′V / 72.3°S 78.1°V     | 212.5         | 1973                  | J. F. Julius Schmidt och Otto Y. Schmidt |
| Schöner      | 20°06′N 309°30′V / 20.1°N 309.5°V   | 195.0         | 1976                  | Johannes Schöner                         |
| Schroeter    | 1°54′S 304°24′V / 1.9°S 304.4°V     | 292.0         | 1973                  | Johann Hieronymus Schröter               |
| Sebec        | 39°54′S 260°42′V / 39.9°S 260.7°V   | 64.0          | 1991                  | Sebec, Maine, USA                        |
| Secchi       | 58°18′S 258°06′V / 58.3°S 258.1°V   | 234.0         | 1973                  | Angelo Secchi                            |
| Sefadu       | 28°44′N 35°02′V / 28.73°N 35.04°V   | 10.8          | 2006                  | Sefadu, Sierra Leone                     |
| Semeykin     | 41°48′N 351°24′V / 41.8°N 351.4°V   | 76.0          | 1982                  | Boris Jevgenjevitj Semejkin              |
| Seminole     | 24°24′S 19°12′V / 24.4°S 19.2°V     | 20.6          | 1976                  | Seminole, Florida, USA                   |
| Sevel        | 79°18′N 36°48′V / 79.3°N 36.8°V     | 2.0           | 1988                  | Sevel, Danmark                           |
| Sevi         | 19°06′N 257°00′V / 19.1°N 257.0°V   | 3.2           | 1988                  | Sevi, Ryssland                           |
| Sfax         | 7°48′S 43°30′V / 7.8°S 43.5°V       | 7.0           | 1976                  | Sfax, Tunisien                           |
| Shambe       | 20°48′S 30°48′V / 20.8°S 30.8°V     | 34.2          | 1976                  | Shambe, Sudan                            |
| Shardi       | 10°04′N 15°23′V / 10.06°N 15.38°V   | 18.0          | 2006                  | Shardi, Pakistan                         |
| Sharonov     | 27°18′N 58°36′V / 27.3°N 58.6°V     | 102.0         | 1973                  | Vsevolod Sjaronov                        |
| Shatskiy     | 32°42′S 14°54′V / 32.7°S 14.9°V     | 72.5          | 1979                  | Nikolaj Sjatskij                         |
| Shawnee      | 22°42′N 31°36′V / 22.7°N 31.6°V     | 17.0          | 1976                  | Shawnee, Ohio, USA                       |
| Sian         | 20°12′N 48°06′V / 20.2°N 48.1°V     | 3.8           | 1988                  | Sian, Ryssland                           |
| Sibu         | 23°18′S 19°48′V / 23.3°S 19.8°V     | 18.2          | 1976                  | Sibu, Malaysia                           |
| Sigli        | 20°30′S 30°54′V / 20.5°S 30.9°V     | 31.4          | 1976                  | Sigli, Indonesien                        |
| Sinda        | 15°54′N 248°48′V / 15.9°N 248.8°V   | 6.6           | 1988                  | Sinda, Ryssland                          |
| Singa        | 22°42′S 17°24′V / 22.7°S 17.4°V     | 12.8          | 1976                  | Singa, Sudan                             |
| Sinop        | 23°30′S 249°30′V / 23.5°S 249.5°V   | 15.4          | 1991                  | Sinop, Turkiet                           |
| Sinton       | 40°43′N 328°21′V / 40.72°N 328.35°V | 65.25         | 2007                  | William M. Sinton                        |
| Sitka        | 4°24′S 39°18′V / 4.4°S 39.3°V       | 17.5          | 1976                  | Sitka, Alaska, USA                       |
| Sklodowska   | 33°42′N 2°54′V / 33.7°N 2.9°V       | 124.0         | 1973                  | Marie Curie                              |
| Slipher      | 47°48′S 84°36′V / 47.8°S 84.6°V     | 127.0         | 1973                  | Vesto Slipher                            |
| Smith        | 66°06′S 102°54′V / 66.1°S 102.9°V   | 75.5          | 1973                  | William Smith                            |
| Sögel        | 23°42′S 219°12′V / 23.7°S 219.2°V   | 60.1          | 2006-09-14            | Sögel, Tyskland                          |
| Soffen       | 21°44′N 55°14′V / 21.74°N 55.23°V   | 30.0          | 1976                  | Gerald Soffen                            |
| Sokol        | 42°42′S 40°42′V / 42.7°S 40.7°V     | 22.4          | 1976                  | Sokol, Ryssland                          |
| Solano       | 27°00′S 251°12′V / 27.0°S 251.2°V   | 8.7           | 1991                  | Solano, Filippinerna                     |
| Somerset     | 9°42′S 51°18′V / 9.7°S 51.3°V       | 3.3           | 2006                  | Somerset, Pennsylvania, USA              |
| Soochow      | 16°54′N 28°54′V / 16.9°N 28.9°V     | 31.8          | 1976                  | Suzhou, Jiangsu, Kina                    |
| Souris       | 19°42′N 246°48′V / 19.7°N 246.8°V   | 2.8           | 1988                  | Souris, Manitoba, Kanada                 |
| South        | 77°06′S 338°00′V / 77.1°S 338.0°V   | 107.1         | 1973                  | Sir James South                          |
| Spallanzani  | 58°18′S 273°42′V / 58.3°S 273.7°V   | 72.5          | 1973                  | Lazzaro Spallanzani                      |
| Spry         | 3°48′S 38°30′V / 3.8°S 38.5°V       | 7.8           | 1976                  | Spry, Utah, USA                          |
| Spur         | 22°12′N 52°18′V / 22.2°N 52.3°V     | 8.4           | 1976                  | Spur, Texas, USA                         |
| Sripur       | 31°06′S 100°48′V / 31.1°S 100.8°V   | 23.4          | 1991                  | Sripur, Bangladesh                       |
| Stege        | 3°48′N 59°36′V / 3.8°N 59.6°V       | 77.5          | 1985                  | Stege, Danmark                           |
| Steinheim    | 54°31′N 169°26′V / 54.51°N 169.43°V | 11.6          | 2007                  | Steinheim, Bayern, Tyskland              |
| Steno        | 68°00′S 115°36′V / 68.0°S 115.6°V   | 106.9         | 1973                  | Nicolaus Steno                           |
| Stobs        | 5°00′S 38°24′V / 5.0°S 38.4°V       | 12.5          | 1976                  | Stobs, Skottland, Storbritannien         |
| Stokes       | 55°54′N 188°48′V / 55.9°N 188.8°V   | 66.0          | 1973                  | George Stokes                            |
| Ston         | 47°12′N 237°24′V / 47.2°N 237.4°V   | 6.9           | 1979                  | Ston, Kroatien                           |
| Stoney       | 69°48′S 138°36′V / 69.8°S 138.6°V   | 171.0         | 1973                  | George J. Stoney                         |
| Suata        | 19°06′S 253°24′V / 19.1°S 253.4°V   | 24.3          | 1991                  | Suata, Venezuela                         |
| Sucre        | 23°54′N 54°42′V / 23.9°N 54.7°V     | 13.4          | 1976                  | Sucre, Colombia                          |
| Suess        | 67°06′S 178°36′V / 67.1°S 178.6°V   | 79.2          | 1973                  | Eduard Suess                             |
| Suf          | 16°30′N 38°18′V / 16.5°N 38.3°V     | 9.9           | 1976                  | Suf, Jordanien                           |
| Sulak        | 18°18′N 78°42′V / 18.3°N 78.7°V     | 25.7          | 1985                  | Sulak, Ryssland                          |
| Sumgin       | 37°00′S 48°48′V / 37.0°S 48.8°V     | 85.0          | 1979                  | M. I. Sumgin                             |
| Surt         | 17°00′N 30°42′V / 17.0°N 30.7°V     | 9.8           | 1976                  | Sirt, Libyen                             |
| Suzhi        | 27°42′S 274°00′V / 27.7°S 274.0°V   | 25.0          | 1991                  | Suzhi, Kina                              |
| Swanage      | 26°42′N 33°48′V / 26.7°N 33.8°V     | 18.7          | 1997                  | Swanage, England, Storbritannien         |
| Sytinskaya   | 42°42′N 53°06′V / 42.7°N 53.1°V     | 93.2          | 1982                  | Nadezjda Sytinskaja                      |

## T
| Krater             | Koordinater                         | Diameter (km) | Datum för godkännande | Namngiven efter                                          |
| ------------------ | ----------------------------------- | ------------- | --------------------- | -------------------------------------------------------- |
| Tabor              | 35°48′S 58°24′V / 35.8°S 58.4°V     | 19.5          | 1979                  | Tábor, Tjeckien                                          |
| Tabou              | 45°24′S 35°06′V / 45.4°S 35.1°V     | 8.3           | 1976                  | Tabou, Elfenbenskusten                                   |
| Taejin             | 35°30′S 274°24′V / 35.5°S 274.4°V   | 28.0          | 1991                  | Taejin, Sydkorea                                         |
| Tak                | 26°18′S 28°42′V / 26.3°S 28.7°V     | 5.1           | 1976                  | Tak, Thailand                                            |
| Tala               | 20°30′S 247°18′V / 20.5°S 247.3°V   | 9.0           | 1991                  | Tala, Tunisien                                           |
| Talsi              | 41°54′S 49°24′V / 41.9°S 49.4°V     | 10.0          | 1976                  | Talsi, Lettland                                          |
| Tame               | 23°00′S 108°06′V / 23.0°S 108.1°V   | 13.5          | 1991                  | Tame, Arauca, Colombia                                   |
| Tara               | 44°24′S 52°54′V / 44.4°S 52.9°V     | 34.0          | 1976                  | Tara, Irland                                             |
| Tarakan            | 41°30′S 30°30′V / 41.5°S 30.5°V     | 39.8          | 1976                  | Tarakan, Borneo, Indonesien                              |
| Tarata             | 3°48′S 41°18′V / 3.8°S 41.3°V       | 12.3          | 1976                  | Tarata, Bolivia                                          |
| Tarma              | 16°42′N 250°12′V / 16.7°N 250.2°V   | 8.9           | 1988                  | Tarma, Peru                                              |
| Tarsus             | 23°18′N 40°18′V / 23.3°N 40.3°V     | 19.0          | 1976                  | Tarsus, Turkiet                                          |
| Tavua              | 15°37′N 242°29′V / 15.62°N 242.48°V | 32.3          | 2008                  | Tavua, Fiji                                              |
| Taxco              | 20°54′N 40°12′V / 20.9°N 40.2°V     | 17.5          | 1976                  | Taxco, Mexiko                                            |
| Taytay             | 7°22′N 19°39′V / 7.37°N 19.65°V     | 18.4          | 2006                  | Taytay, Filippinerna                                     |
| Taza               | 43°54′S 45°18′V / 43.9°S 45.3°V     | 24.0          | 1976                  | Taza, Marocko                                            |
| Tecolote           | 24°48′S 106°54′V / 24.8°S 106.9°V   | 51.0          | 1991                  | Tecolote, New Mexico, USA                                |
| Teisserenc de Bort | 0°24′N 315°00′V / 0.4°N 315.0°V     | 119.0         | 1973                  | Léon Teisserenc de Bort                                  |
| Tejn               | 15°36′N 253°36′V / 15.6°N 253.6°V   | 3.6           | 1988                  | Tejn, Danmark                                            |
| Telz               | 21°24′N 248°54′V / 21.4°N 248.9°V   | 2.6           | 1988                  | Telz, Tyskland                                           |
| Tem'               | 42°18′N 9°30′V / 42.3°N 9.5°V       | 5.9           | 1976                  | Tem', Ryssland                                           |
| Tepko              | 15°24′N 256°36′V / 15.4°N 256.6°V   | 3.8           | 1988                  | Tepko, Australien                                        |
| Terby              | 28°18′S 285°54′V / 28.3°S 285.9°V   | 174.0         | 1973                  | François J. Terby                                        |
| Thermia            | 19°54′N 250°54′V / 19.9°N 250.9°V   | 2.9           | 1988                  | Thermia, Grekland                                        |
| Thila              | 18°05′N 204°35′V / 18.09°N 204.58°V | 5.3           | 2008                  | Thila, Jemen                                             |
| Thira              | 14°36′S 184°06′V / 14.6°S 184.1°V   | 22.5          | 1997                  | Thira, Grekland                                          |
| Thom               | 41°24′S 267°48′V / 41.4°S 267.8°V   | 24.0          | 1991                  | Thom, Thailand                                           |
| Thule              | 23°36′S 25°48′V / 23.6°S 25.8°V     | 13.3          | 1976                  | Thule, Grönland                                          |
| Tibrikot           | 12°36′N 55°00′V / 12.6°N 55.0°V     | 61.9          | 1988                  | Tibrikot, Nepal                                          |
| Tignish            | 31°00′S 273°06′V / 31.0°S 273.1°V   | 22.0          | 1991                  | Tignish, Prince Edward Island, Kanada                    |
| Tikhonravov        | 13°30′N 324°12′V / 13.5°N 324.2°V   | 386.0         | 1985                  | Michail Tichonravov                                      |
| Tikhov             | 51°06′S 254°18′V / 51.1°S 254.3°V   | 111.0         | 1973                  | Gavriil Tichov                                           |
| Tile               | 17°54′N 28°42′V / 17.9°N 28.7°V     | 7.4           | 1976                  | Tile, Somalia                                            |
| Timaru             | 25°30′S 22°24′V / 25.5°S 22.4°V     | 17.9          | 1976                  | Timaru, Nya Zeeland                                      |
| Timbuktu           | 5°42′S 37°36′V / 5.7°S 37.6°V       | 73.0          | 1976                  | Timbuktu, Mali                                           |
| Timoshenko         | 42°00′N 64°06′V / 42.0°N 64.1°V     | 88.5          | 1982                  | Ivan Fjodorovitj Timosjenko                              |
| Tivoli             | 14°18′S 259°11′V / 14.3°S 259.18°V  | 32.4          | 2010                  | Tivoli, Grenada                                          |
| Tiwi               | 27°48′S 24°48′V / 27.8°S 24.8°V     | 21.4          | 1976                  | Tiwi, Oman                                               |
| Toconao            | 20°54′S 74°48′V / 20.9°S 74.8°V     | 17.7          | 2006                  | Toconao, Chile                                           |
| Tokko              | 22°48′N 250°36′V / 22.8°N 250.6°V   | 2.1           | 1988                  | Tokko, Ryssland                                          |
| Tokma              | 21°30′N 251°30′V / 21.5°N 251.5°V   | 3.2           | 1988                  | Tokma, Ryssland                                          |
| Tolon              | 18°24′N 255°06′V / 18.4°N 255.1°V   | 2.7           | 1988                  | Tolon, Ryssland                                          |
| Tomari             | 20°12′N 246°18′V / 20.2°N 246.3°V   | 5.9           | 1988                  | Tomari, Ryssland                                         |
| Tombaugh           | 3°30′N 198°12′V / 3.5°N 198.2°V     | 60.3          | 2006                  | Clyde William Tombaugh; Amerikansk astronom (1906–1997). |
| Tombe              | 42°48′S 44°30′V / 42.8°S 44.5°V     | 11.6          | 1976                  | Tombe, Sudan                                             |
| Tomini             | 16°16′N 234°12′V / 16.27°N 234.2°V  | 7.4           | 2006                  | Tomini, Indonesien                                       |
| Tooting            | 23°06′N 152°24′V / 23.1°N 152.4°V   | 27.5          | 2006                  | Tooting, London, Storbritannien                          |
| Torbay             | 18°06′N 246°00′V / 18.1°N 246.0°V   | 6.5           | 1988                  | Torbay, Australien                                       |
| Torsö              | 44°36′S 51°12′V / 44.6°S 51.2°V     | 16.0          | 1976                  | Torsö, Sverige                                           |
| Torup              | 28°12′S 262°18′V / 28.2°S 262.3°V   | 45.5          | 1991                  | Torup, Sverige                                           |
| Trinidad           | 23°36′S 251°00′V / 23.6°S 251.0°V   | 28.0          | 1991                  | Trinidad, Peru                                           |
| Triolet            | 37°05′S 168°08′V / 37.09°S 168.14°V | 11.66         | 2008                  | Triolet, Mauritius                                       |
| Troika             | 17°00′N 254°54′V / 17.0°N 254.9°V   | 13.5          | 1976                  | Troika, Sverige                                          |
| Trouvelot          | 16°12′N 13°06′V / 16.2°N 13.1°V     | 154.7         | 1973                  | Étienne Léopold Trouvelot                                |
| Troy               | 23°24′N 52°42′V / 23.4°N 52.7°V     | 9.9           | 1976                  | Troy, Idaho, USA                                         |
| Trud               | 17°54′N 31°42′V / 17.9°N 31.7°V     | 2.1           | 1976                  | Trud, Ryssland                                           |
| Trumpler           | 61°48′S 150°48′V / 61.8°S 150.8°V   | 78.0          | 1973                  | Robert Julius Trumpler                                   |
| Tsau               | 49°48′N 239°00′V / 49.8°N 239.0°V   | 6.5           | 1979                  | Tsau, Botswana                                           |
| Tsukuba            | 48°54′N 226°06′V / 48.9°N 226.1°V   | 1.8           | 1979                  | Tsukuba, Japan                                           |
| Tuapi              | 17°12′N 255°42′V / 17.2°N 255.7°V   | 4.6           | 1988                  | Tuapi, Nicaragua                                         |
| Tugaske            | 32°06′S 101°12′V / 32.1°S 101.2°V   | 31.3          | 1991                  | Tugaske, Saskatchewan, Kanada                            |
| Tumul              | 14°54′N 255°30′V / 14.9°N 255.5°V   | 8.8           | 1988                  | Tumul, Ryssland                                          |
| Tungla             | 41°06′S 270°30′V / 41.1°S 270.5°V   | 17.0          | 1991                  | Tungla, Nicaragua                                        |
| Tura               | 26°54′S 22°00′V / 26.9°S 22.0°V     | 16.4          | 1976                  | Tura                                                     |
| Turbi              | 41°00′S 51°30′V / 41.0°S 51.5°V     | 31.3          | 1976                  | Turbi, Kenya                                             |
| Turma              | 17°30′N 252°00′V / 17.5°N 252.0°V   | 6.8           | 1988                  | Turma, Ryssland                                          |
| Tuscaloosa         | 0°00′N 331°18′V / 0.0°N 331.3°V     | 60.0          | 2000                  | Tuscaloosa, Alabama, USA                                 |
| Tuskegee           | 2°54′S 36°12′V / 2.9°S 36.2°V       | 66.7          | 1976                  | Tuskegee, Alabama, USA                                   |
| Tycho Brahe        | 49°48′S 213°54′V / 49.8°S 213.9°V   | 106.0         | 1973                  | Tycho Brahe                                              |
| Tyndall            | 40°00′N 190°06′V / 40.0°N 190.1°V   | 86.8          | 1973                  | John Tyndall                                             |

## U
| Krater | Koordinater                        | Diameter (km) | Datum för godkännande | Namngiven efter    |
| ------ | ---------------------------------- | ------------- | --------------------- | ------------------ |
| Udzha  | 81°59′N 282°48′V / 81.98°N 282.8°V | 45.0          | 2006                  | Udzha, Ryssland    |
| Ulu    | 22°42′N 252°42′V / 22.7°N 252.7°V  | 3.4           | 1988                  | Ulu, Ryssland      |
| Ulya   | 18°06′S 248°24′V / 18.1°S 248.4°V  | 8.6           | 1991                  | Ulya, Ryssland     |
| Umatac | 42°48′N 222°48′V / 42.8°N 222.8°V  | 17.5          | 1979                  | Umatac, Guam       |
| Urk    | 23°24′N 248°36′V / 23.4°N 248.6°V  | 2.8           | 1988                  | Urk, Nederländerna |
| Utan   | 24°30′N 246°18′V / 24.5°N 246.3°V  | 4.6           | 1988                  | Utan, Ryssland     |
| Uzer   | 1°12′S 1°46′V / 1.2°S 1.76°V       | 8.8           | 2006-09-14            | Uzer, Frankrike    |

## V
| Krater      | Koordinater                         | Diameter (km) | Datum för godkännande | Namngiven efter                   |
| ----------- | ----------------------------------- | ------------- | --------------------- | --------------------------------- |
| Vaals       | 4°00′S 33°00′V / 4.0°S 33.0°V       | 10.6          | 1976                  | Vaals, Nederländerna              |
| Vaduz       | 38°15′N 344°17′V / 38.25°N 344.29°V | 1.9           | 2010                  | Vaduz, Liechtenstein              |
| Valga       | 44°42′S 36°42′V / 44.7°S 36.7°V     | 17.0          | 1976                  | Valga, Estland                    |
| Valverde    | 20°18′N 55°48′V / 20.3°N 55.8°V     | 36.3          | 1976                  | Valverde, Dominikanska republiken |
| Vätö        | 44°00′S 53°42′V / 44.0°S 53.7°V     | 20.0          | 1976                  | Vätö, Sverige                     |
| Vaux        | 18°06′N 32°54′V / 18.1°N 32.9°V     | 6.3           | 1976                  | Vaux, Frankrike                   |
| Verlaine    | 9°18′S 296°00′V / 9.3°S 296.0°V     | 43.0          | 1994                  | Verlaine, Frankrike               |
| Vernal      | 5°53′N 4°30′V / 5.88°N 4.5°V        | 57.0          | 2006-12-14            | Vernal, Utah, USA                 |
| Very        | 49°36′S 177°06′V / 49.6°S 177.1°V   | 114.0         | 1973                  | Frank Washington Very             |
| Viana       | 19°24′N 255°18′V / 19.4°N 255.3°V   | 30.0          | 1976                  | Viana, Brasilien                  |
| Victoria    | 2°03′S 5°30′V / 2.05°S 5.5°V        | 0.8           | 2008                  | Victoria, Seychellerna            |
| Vik         | 36°24′S 64°00′V / 36.4°S 64.0°V     | 23.0          | 1979                  | Vík, Island                       |
| Vils        | 39°24′N 11°48′V / 39.4°N 11.8°V     | 6.9           | 1976                  | Vils, Österrike                   |
| Vinogradov  | 20°12′S 37°42′V / 20.2°S 37.7°V     | 223.5         | 1979                  | Aleksandr Pavlovitj Vinogradov    |
| Vinogradsky | 56°30′S 216°12′V / 56.5°S 216.2°V   | 64.0          | 1973                  | Sergej Vinogradskij               |
| Virrat      | 31°06′S 103°00′V / 31.1°S 103.0°V   | 53.6          | 1991                  | Virdois, Finland                  |
| Vishniac    | 76°42′S 276°06′V / 76.7°S 276.1°V   | 86.1          | 1976                  | Wolf V. Vishniac                  |
| Vivero      | 49°18′N 241°12′V / 49.3°N 241.2°V   | 27.5          | 1979                  | Vivero, Spanien                   |
| Voeykov     | 32°24′S 76°12′V / 32.4°S 76.2°V     | 76.0          | 1979                  | Aleksandr Vojejkov                |
| Vogel       | 37°06′S 13°24′V / 37.1°S 13.4°V     | 121.0         | 1973                  | Hermann Carl Vogel                |
| Volgograd   | 23°12′N 51°18′V / 23.2°N 51.3°V     | 8.4           | 1976                  | Volgograd, Ryssland               |
| Vol'sk      | 48°24′N 224°54′V / 48.4°N 224.9°V   | 1.6           | 1979                  | Volsk, Ryssland                   |
| Von Kármán  | 64°36′S 58°30′V / 64.6°S 58.5°V     | 90.0          | 1973                  | Theodore von Kármán               |
| Voo         | 27°12′S 20°00′V / 27.2°S 20.0°V     | 1.5           | 1976                  | Voo, Kenya                        |
| Voza        | 23°36′N 53°36′V / 23.6°N 53.6°V     | 2.6           | 1988                  | Voza, Salomonöarna                |

## W
| Krater        | Koordinater                         | Diameter (km) | Datum för godkännande | Namngiven efter                        |
| ------------- | ----------------------------------- | ------------- | --------------------- | -------------------------------------- |
| Wabash        | 21°36′N 33°42′V / 21.6°N 33.7°V     | 42.0          | 1976                  | Wabash, Indiana, USA                   |
| Wahoo         | 23°30′N 33°48′V / 23.5°N 33.8°V     | 67.2          | 1976                  | Wahoo, Nebraska, USA                   |
| Wajir         | 27°18′S 254°36′V / 27.3°S 254.6°V   | 12.0          | 1991                  | Wajir, Kenya                           |
| Wallace       | 52°54′S 249°24′V / 52.9°S 249.4°V   | 173.0         | 1973                  | Alfred Russel Wallace                  |
| Wallops       | 46°54′N 227°18′V / 46.9°N 227.3°V   | 2.0           | 1979                  | Wallops Flight Facility, Virginia, USA |
| Wallula       | 9°54′S 54°24′V / 9.9°S 54.4°V       | 12.5          | 2006                  | Wallula, Washington, USA               |
| Warra         | 21°00′N 37°42′V / 21.0°N 37.7°V     | 10.3          | 1976                  | Warra, Australien                      |
| Waspam        | 20°36′N 56°42′V / 20.6°N 56.7°V     | 41.8          | 1976                  | Waspam, Nicaragua                      |
| Wassamu       | 25°48′N 53°18′V / 25.8°N 53.3°V     | 17.5          | 1976                  | Wassamu, Japan                         |
| Wau           | 45°12′S 42°42′V / 45.2°S 42.7°V     | 6.0           | 1976                  | Wau, Papua New Guinea                  |
| Weert         | 19°54′N 51°48′V / 19.9°N 51.8°V     | 10.0          | 1976                  | Weert, Nederländerna                   |
| Wegener       | 64°36′S 4°00′V / 64.6°S 4.0°V       | 76.8          | 1973                  | Alfred Wegener                         |
| Weinbaum      | 65°42′S 245°30′V / 65.7°S 245.5°V   | 89.4          | 1973                  | Stanley G. Weinbaum                    |
| Wells         | 60°12′S 237°54′V / 60.2°S 237.9°V   | 103.0         | 1973                  | H. G. Wells                            |
| Wer           | 46°00′N 6°12′V / 46.0°N 6.2°V       | 3.1           | 1976                  | Wer, Indien                            |
| Wicklow       | 2°00′S 40°36′V / 2.0°S 40.6°V       | 22.4          | 1976                  | Wicklow, Irland                        |
| Wien          | 10°48′S 220°24′V / 10.8°S 220.4°V   | 120.4         | 1976                  | Wilhelm Wien                           |
| Williams      | 18°42′S 164°18′V / 18.7°S 164.3°V   | 126.0         | 1973                  | Arthur S. Williams                     |
| Wilmington    | 21°48′N 47°30′V / 21.8°N 47.5°V     | 0.5           | 1979                  | Wilmington, Delaware, USA              |
| Wiltz         | 15°31′N 200°55′V / 15.51°N 200.91°V | 1.2           | 2008                  | Wiltz, Luxemburg                       |
| Windfall      | 2°06′S 43°24′V / 2.1°S 43.4°V       | 17.9          | 1976                  | Windfall, Alberta, Kanada              |
| Wink          | 6°36′S 41°24′V / 6.6°S 41.4°V       | 10.5          | 1976                  | Wink, Texas, USA                       |
| Winslow       | 3°48′S 300°48′V / 3.8°S 300.8°V     | 1.0           | 2006                  | Winslow, Arizona, USA                  |
| Wirtz         | 48°36′S 26°00′V / 48.6°S 26.0°V     | 129.0         | 1973                  | Carl Wilhelm Wirtz                     |
| Wislicenus    | 18°24′S 348°36′V / 18.4°S 348.6°V   | 139.0         | 1973                  | Walter Wislicenus                      |
| Woking        | 5°08′N 277°05′V / 5.14°N 277.08°V   | 9.8           | 2006                  | Woking, England                        |
| Woolgar       | 34°54′N 85°36′V / 34.9°N 85.6°V     | 15.5          | 1991                  | Woolgar, Australien                    |
| Woomera       | 48°24′N 227°24′V / 48.4°N 227.4°V   | 2.5           | 1979                  | Woomera, Australien                    |
| Worcester     | 26°54′N 50°30′V / 26.9°N 50.5°V     | 24.0          | 1988                  | Worcester, New York, USA               |
| Wright        | 58°54′S 151°00′V / 58.9°S 151.0°V   | 115.0         | 1973                  | William Hammond Wright                 |
| Wukari        | 32°06′S 102°54′V / 32.1°S 102.9°V   | 38.4          | 1991                  | Wukari, Nigeria                        |
| Wynn-Williams | 55°07′S 299°52′V / 55.11°S 299.87°V | 67.2          | 2006                  | David D. Wynn-Williams                 |

## X
| Krater | Koordinater                       | Diameter (km) | Datum för godkännande | Namngiven efter |
| ------ | --------------------------------- | ------------- | --------------------- | --------------- |
| Xainza | 0°47′N 3°58′V / 0.78°N 3.96°V     | 24.6          | 2006                  | Xainza, Kina    |
| Xui    | 15°18′N 247°24′V / 15.3°N 247.4°V | 2.7           | 1988                  | Xui, Brasilien  |

## Y
| Krater   | Koordinater                         | Diameter (km) | Datum för godkännande | Namngiven efter         |
| -------- | ----------------------------------- | ------------- | --------------------- | ----------------------- |
| Yakima   | 43°24′N 3°12′V / 43.4°N 3.2°V       | 13.0          | 1976                  | Yakima, Washington, USA |
| Yala     | 17°36′N 38°42′V / 17.6°N 38.7°V     | 19.8          | 1976                  | Yala, Thailand          |
| Yalata   | 22°00′N 253°54′V / 22.0°N 253.9°V   | 4.8           | 1988                  | Yalata, Australien      |
| Yalgoo   | 4°56′N 275°51′V / 4.94°N 275.85°V   | 17.9          | 2006                  | Yalgoo, Australien      |
| Yar      | 22°30′N 39°12′V / 22.5°N 39.2°V     | 6.4           | 1976                  | Jar, Ryssland           |
| Yaren    | 43°55′S 137°34′V / 43.91°S 137.57°V | 9.6           | 2009                  | Yaren, Nauru            |
| Yat      | 18°18′N 29°06′V / 18.3°N 29.1°V     | 7.6           | 1976                  | Yat, Niger              |
| Yebra    | 21°00′N 254°24′V / 21.0°N 254.4°V   | 4.4           | 1988                  | Yebra, Spanien          |
| Yegros   | 22°30′S 23°42′V / 22.5°S 23.7°V     | 14.5          | 1976                  | Yegros, Paraguay        |
| Yorktown | 23°06′N 48°42′V / 23.1°N 48.7°V     | 8.1           | 1976                  | Yorktown, Virginia, USA |
| Yoro     | 23°00′N 28°06′V / 23.0°N 28.1°V     | 9.8           | 1976                  | Yoro, Honduras          |
| Yungay   | 44°12′S 44°48′V / 44.2°S 44.8°V     | 21.0          | 1976                  | Yungay, Peru            |
| Yuty     | 22°24′N 34°12′V / 22.4°N 34.2°V     | 19.9          | 1976                  | Yuty, Paraguay          |

## Z
| Krater  | Koordinater                         | Diameter (km) | Datum för godkännande | Namngiven efter        |
| ------- | ----------------------------------- | ------------- | --------------------- | ---------------------- |
| Zarand  | 3°23′S 1°30′V / 3.39°S 1.5°V        | 2.2           | 2006                  | Zarand, Iran           |
| Zaranj  | 12°06′N 247°01′V / 12.1°N 247.02°V  | 28.0          | 2008                  | Zaranj, Afghanistan    |
| Zhigou  | 29°24′S 102°42′V / 29.4°S 102.7°V   | 22.0          | 1991                  | Zhigou, Kina           |
| Zilair  | 32°06′S 33°00′V / 32.1°S 33.0°V     | 48.0          | 1979                  | Zilair, Ryssland       |
| Zir     | 18°42′N 36°36′V / 18.7°N 36.6°V     | 6.2           | 1976                  | Zir, Turkiet           |
| Zongo   | 34°06′S 41°48′V / 34.1°S 41.8°V     | 46.9          | 1979                  | Zongo, Kongo-Kinshasa  |
| Žulanka | 2°18′S 42°18′V / 2.3°S 42.3°V       | 47.1          | 1976                  | Zjulanka, Ryssland     |
| Zumba   | 28°41′S 133°11′V / 28.68°S 133.18°V | 3.3           | 2006                  | Zumba, Ecuador         |
| Zuni    | 19°24′N 29°36′V / 19.4°N 29.6°V     | 25.1          | 1976                  | Zuni, New Mexico, USA  |
| Zunil   | 7°48′N 193°54′V / 7.8°N 193.9°V     | 10.4          | 2003                  | Zunil, Guatemala       |
| Zutphen | 14°00′S 185°48′V / 14.0°S 185.8°V   | 38.0          | 2003                  | Zutphen, Nederländerna |